# Hernando Patiño
Hernando "Cocho" Patiño (Cartago, Valle del Cauca, Colombia; 2 de abril de 1973) es un exfutbolista y entrenador colombiano. Jugaba como mediocampista. Actualmente no dirige a ningún club.
Cocho, comenzó su etapa como entrenador dirigiendo en las divisiones menores del Deportes Tolima entre julio de 2015 y enero de 2017. Luego, pasó a dirigir a las Divisiones menores del Deportivo Cali entre 2017 y 2021.

## Clubes

### Como jugador
| Club                              | Div.          | Temporada     | Liga  | Liga         | Copa Nacional | Copa Nacional | Copa Internacional | Copa Internacional | Total | Total |
| Club                              | Div.          | Temporada     | Part. | Goles        | Part.         | Goles         | Part.              | Goles              | Part. | Goles |
| --------------------------------- | ------------- | ------------- | ----- | ------------ | ------------- | ------------- | ------------------ | ------------------ | ----- | ----- |
| América de Cali · Colombia        |               |               |       |              |               |               |                    |                    |       |       |
| 1.ª                               | 1994-95       | 15            | 2     | Inexistentes | Inexistentes  | Inexistentes  | Inexistentes       | 15                 | 2     |       |
| 1.ª                               | 2011          | 16            | 0     | 1            | 0             | Inexistentes  | Inexistentes       | 17                 | 0     |       |
| Total club                        | Total club    | 31            | 2     | 1            | 0             | 0             | 0                  | 32                 | 2     |       |
| Deportes Quindio · Colombia       |               |               |       |              |               |               |                    |                    |       |       |
| 1.ª                               | 1996          | 3             | 1     | Inexistentes | Inexistentes  | Inexistentes  | Inexistentes       | 3                  | 1     |       |
| 1.ª                               | 2012          | 24            | 0     | 5            | 0             | Inexistentes  | Inexistentes       | 29                 | 0     |       |
| 1.ª                               | 2013          | 28            | 1     | 6            | 0             | Inexistentes  | Inexistentes       | 34                 | 1     |       |
| Total club                        | Total club    | 55            | 3     | 11           | 0             | 0             | 0                  | 66                 | 3     |       |
| Atlético Bucaramanga · Colombia   |               |               |       |              |               |               |                    |                    |       |       |
| 1.ª                               | 1996-97       | 29            | 1     | Inexistentes | Inexistentes  | Inexistentes  | Inexistentes       | 29                 | 1     |       |
| Total club                        | Total club    | 29            | 1     | 0            | 0             | 0             | 0                  | 29                 | 1     |       |
| Real Cartagena · Colombia         |               |               |       |              |               |               |                    |                    |       |       |
| 1.ª                               | 1998          | 4             | 1     | Inexistentes | Inexistentes  | Inexistentes  | Inexistentes       | 4                  | 1     |       |
| 1.ª                               | 2009          | 13            | 2     | Inexistentes | Inexistentes  | Inexistentes  | Inexistentes       | 13                 | 2     |       |
| Total club                        | Total club    | 17            | 3     | 0            | 0             | 0             | 0                  | 17                 | 3     |       |
| Deportes Tolima · Colombia        |               |               |       |              |               |               |                    |                    |       |       |
| 1.ª                               | 1999          | 33            | 0     | Inexistentes | Inexistentes  | Inexistentes  | Inexistentes       | 33                 | 0     |       |
| 1.ª                               | 2000          | 47            | 5     | Inexistentes | Inexistentes  | Inexistentes  | Inexistentes       | 47                 | 5     |       |
| 1.ª                               | 2001          | 20            | 0     | Inexistentes | Inexistentes  | Inexistentes  | Inexistentes       | 20                 | 0     |       |
| 1.ª                               | 2003          | 25            | 1     | Inexistentes | Inexistentes  | Inexistentes  | Inexistentes       | 25                 | 1     |       |
| 1.ª                               | 2007          | 30            | 2     | Inexistentes | Inexistentes  | 7             | 0                  | 37                 | 2     |       |
| Total club                        | Total club    | 155           | 8     | 0            | 0             | 7             | 0                  | 162                | 8     |       |
| Deportivo Cali · Colombia         |               |               |       |              |               |               |                    |                    |       |       |
| 1.ª                               | 2001          | 25            | 0     | Inexistentes | Inexistentes  | Inexistentes  | Inexistentes       | 25                 | 0     |       |
| 1.ª                               | 2002          | 45            | 4     | Inexistentes | Inexistentes  | Inexistentes  | Inexistentes       | 45                 | 4     |       |
| 1.ª                               | 2003          | 10            | 0     | Inexistentes | Inexistentes  | Inexistentes  | Inexistentes       | 10                 | 0     |       |
| 1.ª                               | 2004          | 32            | 4     | Inexistentes | Inexistentes  | 10            | 0                  | 42                 | 4     |       |
| 1.ª                               | 2005          | 44            | 1     | Inexistentes | Inexistentes  | 2             | 0                  | 46                 | 1     |       |
| 1.ª                               | 2006          | 36            | 3     | Inexistentes | Inexistentes  | 5             | 0                  | 41                 | 3     |       |
| Total club                        | Total club    | 192           | 12    | 0            | 0             | 17            | 0                  | 209                | 12    |       |
| Santa Fe · Colombia               |               |               |       |              |               |               |                    |                    |       |       |
| 1.ª                               | 2008          | 36            | 1     | Inexistentes | Inexistentes  | Inexistentes  | Inexistentes       | 36                 | 1     |       |
| Total club                        | Total club    | 36            | 1     | 0            | 0             | 0             | 0                  | 36                 | 1     |       |
| Junior de Barranquilla · Colombia |               |               |       |              |               |               |                    |                    |       |       |
| 1.ª                               | 2009          | 16            | 0     | Inexistentes | Inexistentes  | Inexistentes  | Inexistentes       | 16                 | 0     |       |
| Total club                        | Total club    | 16            | 0     | 0            | 0             | 0             | 0                  | 16                 | 0     |       |
| Cúcuta Deportivo · Colombia       |               |               |       |              |               |               |                    |                    |       |       |
| 1.ª                               | 2010          | 40            | 0     | Inexistentes | Inexistentes  | Inexistentes  | Inexistentes       | 40                 | 0     |       |
| Total club                        | Total club    | 40            | 0     | 0            | 0             | 0             | 0                  | 40                 | 0     |       |
| Águilas Doradas · Colombia        |               |               |       |              |               |               |                    |                    |       |       |
| 1.ª                               | 2011          | 16            | 0     | 1            | 0             | Inexistentes  | Inexistentes       | 17                 | 0     |       |
| Total club                        | Total club    | 16            | 0     | 1            | 0             | 0             | 0                  | 17                 | 0     |       |
| Total carrera                     | Total carrera | Total carrera | 587   | 30           | 13            | 0             | 24                 | 0                  | 614   | 30    |

#### Selección
| Selección         | Año               | Amistosos | Amistosos | Eliminatorias Mundialistas | Eliminatorias Mundialistas | Copa América | Copa América | Copa Mundial | Copa Mundial | Total | Total |
| Selección         | Año               | PJ        | G         | PJ                         | G                          | PJ           | G            | PJ           | G            | PJ    | G     |
| ----------------- | ----------------- | --------- | --------- | -------------------------- | -------------------------- | ------------ | ------------ | ------------ | ------------ | ----- | ----- |
| Absoluta          | 2001              | 1         | 0         | --                         | --                         | --           | --           | --           | --           | 1     | 0     |
| Absoluta          | Total             | 1         | 0         | --                         | --                         | --           | --           | --           | --           | 1     | 0     |
| Total en Colombia | Total en Colombia | 1         | 0         | --                         | --                         | --           | --           | --           | --           | 1     | 0     |

### Como formador
| Club                                   | País     | Año         |
| -------------------------------------- | -------- | ----------- |
| Divisiones Menores del Deportes Tolima | Colombia | 2015 - 2017 |
| Divisiones Menores del Deportivo Cali  | Colombia | 2017 - 2019 |
| Divisiones Menores del Deportivo Cali  | Colombia | 2020 - 2021 |

### Como asistente técnico
| Club                | País     | Año         | Asistente de     |
| ------------------- | -------- | ----------- | ---------------- |
| Orsomarso SC        | Colombia | 2020        | Eduard Muñoz     |
| Jaguares de Córdoba | Colombia | 2021        | César Torres     |
| Cortuluá            | Colombia | 2022        | César Torres     |
| Deportivo Cali      | Colombia | 2022        | Sergio Angulo    |
| Alianza Petrolera   | Colombia | 2023        | César Torres     |
| Deportivo Cali      | Colombia | 2023 - 2024 | Jaime de la Pava |

### Como entrenador
| Deportivo Cali · Colombia | 1ª                  | 2024                | 7 | 1 | 4 | 2 | - | - | - | - | - | - | - | - | 7 | 1 | 4 | 2 | 33.34% | 8 | 9 | -1 |
| Deportivo Cali · Colombia | Total               | Total               | 7 | 1 | 4 | 2 | 0 | 0 | 0 | 0 | 0 | 0 | 0 | 0 | 7 | 1 | 4 | 2 | 33.34% | 8 | 9 | -1 |
| Total en su carrera       | Total en su carrera | Total en su carrera | 7 | 1 | 4 | 2 | 0 | 0 | 0 | 0 | 0 | 0 | 0 | 0 | 7 | 1 | 4 | 2 | 33.34% | 8 | 9 | -1 |
| 1. 2.                     |                     |                     |   |   |   |   |   |   |   |   |   |   |   |   |   |   |   |   |        |   |   |    |

## Palmarés

### Campeonatos nacionales
| Título              | Club            | País     | Año  |
| ------------------- | --------------- | -------- | ---- |
| Torneo Finalización | Deportes Tolima | Colombia | 2003 |
| Torneo Finalización | Deportivo Cali  | Colombia | 2005 |